# توستادو
توستادو یک شهر در استان سانتافه کشور آرژانتین است. این شهر در ۳۳۰ کیلومتری شهر سانتافه و ۴۸۰ کیلومتری از روزاریو قرار دارد. در ۸ اوت ۱۹۰۸ وضعیت کمون دریافت کرد و در ۳۱ دسامبر ۱۹۷۰ به عنوان شهر اعلام شد. شهر توستادو از طریق مسیرهای استانی و ملی و راه‌آهن ژنرال مانوئل بلگرانو به بقیه استان‌های آرژانتین متصل است.